# Olten-Gösgen
Die Amtei Olten-Gösgen, auch Niederamt genannt,  besteht aus den beiden solothurnischen Bezirken Olten und Gösgen. Sie umfasst 25 Gemeinden mit insgesamt 72'400 Einwohnern und zählt als grösster Wahlkreis 29 Mandate für den Solothurner Kantonsrat. Seit 2005 fungiert die Amtei als Wahlkreis für die Kantonalwahlen.
Nach der Region wurde auch das neben dem Kernkraftwerk Gösgen bis zur Nuklearkatastrophe von Fukushima geplante und dann fallengelassene zweite AKW des Kantons, das Kernkraftwerk Niederamt, benannt.

## Politik
Bei den Kantonsratswahlen vom 9. März 2025 ergab sich für die Amtei Olten-Gösgen folgende Sitzverteilung: SVP 7, SP 6, FDP O-G 5, Mitte 5, GROlGö 3, GLP 1, EVP 1 und JSPRO 1.